# Nico Pellatz
Nico Pellatz (Berlijn, 7 augustus 1986) is een voormalig Duits voetbaldoelman.
Hij speelde onder meer voor Hertha BSC en SV Werder Bremen waar hij weinig tot spelen maar kwam voornamelijk in actie voor het tweede elftal in de Regionalliga Nord en 3. Liga. Bij Werder speelde hij ook mee in het bekertoernooi dat in 2009 ook gewonnen werd. Na een periode op Cyprus speelde hij in het seizoen 2010-2011 bij ADO Den Haag. Begin 2011 werd hij verhuurd is aan Excelsior. In de zomer van 2011 stapte hij over naar Sparta Rotterdam. Later speelde hij nog voor achtereenvolgens Dynamo Dresden, Viktoria Köln en Wolfsburg II.
Pellatz speelde in 2008 tweemaal voor het Duits voetbalelftal onder 18.

## Erelijst
- DFB-Junioren-Pokal: 2004
- Junioren-Bundesliga Nord/Nordost-Staffel: 2005
- DFB-Pokal: 2009